# 蕾切尔·罗伯茨
蕾切尔·罗伯茨（英語：Rachel Roberts，1927年9月20日—1980年11月26日），美国女演员。曾获得英国电影学院奖最佳女配角。